# Kawasaki Super Sherpa
La Kawasaki Super Sherpa (chiamata anche Kawasaki KL250G negli USA o KL250H in Giappone, Canada, Australia, Grecia e Regno Unito) è una motocicletta della casa motociclistica giapponese Kawasaki prodotta dal 1997 al 2012.

## Profilo e tecnica
È dotata di un motore da 249 cm³ con raffreddamento ad aria, alimentato da un sistema a mono farfalla, monocilindrico dotato di 4 valvole azionate mediante due alberi a camme in testa.